# فرانچسکو آتولیکو
فرانچسکو آتولیکو (ایتالیایی: Francesco Attolico؛ زادهٔ ۲۳ مارس ۱۹۶۳) بازیکن واترپلو اهل ایتالیا است.
وی در مسابقات کشوری و بین‌المللی در مجموع برندهٔ ۵ مدال طلا، ۲ مدال نقره، ۱ مدال برنز شده‌است.